# Томмі Гемпсон
Томас Гемпсон (англ. Thomas Hampson; нар. 28 жовтня 1907 — пом. 4 вересня 1965) — британський легкоатлет, який спеціалізувався в бігу на середні дистанції.

## Із життєпису
Олімпійський чемпіон-1932 з бігу на 800 метрів. На Іграх-1932 також зобув «срібло» у складі британської команди в естафеті 4×400 метрів.
Переможець перших Ігор Британської імперії-1930 у бігу на 880 ярдів.
Екс-рекордсмен світу з бігу на 800 метрів.
Випускник Оксфордського університету. По закінченні змагальної кар'єри працював вчителем. 
Упродовж 1935-1945 перебував на військовій службі. По закінченні війни працював у організаціях соціального забезпечення.
Останні роки життя служив церковним старостою у церкві Святої Марії у Стівеніджі.

## Основні міжнародні виступи
| Рік  | Змагання                 | Місто        | Місце | Дисципліна |
| ---- | ------------------------ | ------------ | ----- | ---------- |
| 1930 | Ігри Британської імперії | Гамільтон    | 1     | 880 ярдів  |
| 1932 | Олімпійські ігри         | Лос-Анджелес | 1     | 800 м      |
| 1932 | 2                        | 4×400 м      |       |            |